# Pedicularis nigra
Pedicularis nigra är en snyltrotsväxtart som först beskrevs av Gustave Henri Bonati och som fick sitt nu gällande namn av Eugène Vaniot.
Pedicularis nigra ingår i släktet spiror och familjen snyltrotsväxter. Inga underarter finns listade i Catalogue of Life.